# Great Wall Motors
Great Wall Motors (em chinês:  长城汽车; pinyin: Cháng Chéng Qì Chē), também conhecida pela sigla GWM, é a maior montadora de veículos privada da China, fundada em 1984. Está sediada na cidade de Baoding, Hebei, China.

## História
Fundada em 1984, a Great Wall começou com caminhões de produção de baixo volume, como o CC130. Posteriormente, eles fabricaram o CC513, usando o chassi do Beijing BJ212. Em 1993, eles começaram a produzir uma série de diferentes veículos de passageiros, começando com um sedã chamado CC1020, com estilo muito parecido com o Nissan Cedric Y30. Em 1994, o governo chinês interrompeu a produção porque a Great Wall não tinha a permissão certa para a produção de carros.
Em 1996, a Great Wall se concentrou apenas em caminhões, não produzindo outro carro sedã até 2010. A empresa tem sido uma produtora muito bem-sucedida de picapes, alcançando a primeira posição no mercado chinês de picapes em 1998.
Fazendo uma Oferta Pública Inicial na Bolsa de Valores de Hong Kong em 15 de dezembro de 2003, a Great Wall foi a primeira fabricante privada de automóveis chinesa a se tornar uma empresa pública. Em 27 de setembro de 2011, a empresa anunciou que havia vendido 304 milhões de ações domésticas A e começou a listar na Bolsa de Valores de Xangai no dia seguinte.
A fabricação em 2011 resultou em 486 800 unidades, e a produção deste ano foi a décima maior de qualquer fabricante de veículos na China. Em 2012, foi relatado que a empresa só permite aos trabalhadores um dia de folga por semana e os novos contratados passam por meses de treinamento militar.
A Great Wall começou a vender na Europa em 2006, oferecendo pequenas vans. Um lote de 500 SUVs também foram enviados para a Itália em 2006. Os produtos da Great Wall foram disponibilizados pela primeira vez no mercado australiano em 2009. As vendas na Europa continuam, com a inauguração em 2011 de uma fábrica na Bulgária que monta três modelos diferentes a partir de kits desmontados.
Em maio de 2017, a empresa lançou seu primeiro veículo elétrico de nova energia, o Great Wall C30EV.

## Marcas e produtos
Embora toda a sua linha de modelos inicialmente carregasse o mesmo emblema, a empresa planejava por volta de 2010 começar a diferenciar suas ofertas de SUVs, carros de passeio e picapes, nomeando-as Haval, Voleex e Wingle, respectivamente.
A Haval tornou-se independente em 2013, com a Great Wall afirmando em seu sítio em março de 2013. "[The] Haval brand became independent officially, bringing GWM into an era of dual brand of Haval and Great Wall." (em português: "[A] marca Haval tornou-se oficialmente independente, trazendo a GWM para uma era de marca dupla de Haval e Great Wall.").
Além desta, a Great Wall formou em 2016 a Voleex, que deixou de ter os modelos marcados com o símbolo da GWM, levando somente a marca Haval em seus produtos. Foram lançadas pela GWM mais três marcas a WEY em 2017 para o segmento de carros de luxo, a ORA em 2018 no segmento de veículos elétricos e por último a TANK em 2021 para o segmento de veículos off-road de luxo.

### No Brasil
Em 27 de janeiro de 2022, a GWM apresentou oficialmente a marca no Brasil. Sua fábrica está localizada em Iracemápolis, São Paulo – em instalações compradas da Mercedes-Benz em 2021 –, e foi inaugurada em agosto de 2025 com duas linhas de montagem e capacidade para montar 30.000 carros por ano a partir de 2026 e 50.000 anuais até 2028. A produção começa com todas as versões do Haval H6, com produção do SUV Haval H9 e da picape Poer seguindo posteriormente. Atualmente, atua em regime próprio, com os carros sendo soldados e pintados no Brasil, com meta de alcançar 60% de nacionalização até 2026.
A GWM fará investimento total de R$ 10 bilhões ao longo de 10 anos no Brasil, com expectativa de alcançar 1 mil trabalhadores até o final de 2025. A empresa ainda anunciou a construção de um centro de pesquisa e desenvolvimento que terá uma área construída de 4.000 m².

## Modelos GWM
Pickups atuais
- Great Wall Wingle 5 – desde 2010
- Great Wall Wingle 7 – desde 2018
- Great Wall Cannon – desde 2019
- Great Wall King Kong Cannon – lançada em 2022

Conceito
- Great Wall X-PAO[19]

Descontinuados
- Great Wall Deer – 1996-2013
- Great Wall Wingle 3 – 2006-2010
- Great Wall Wingle 6 – 2014-2021

#### Imagens

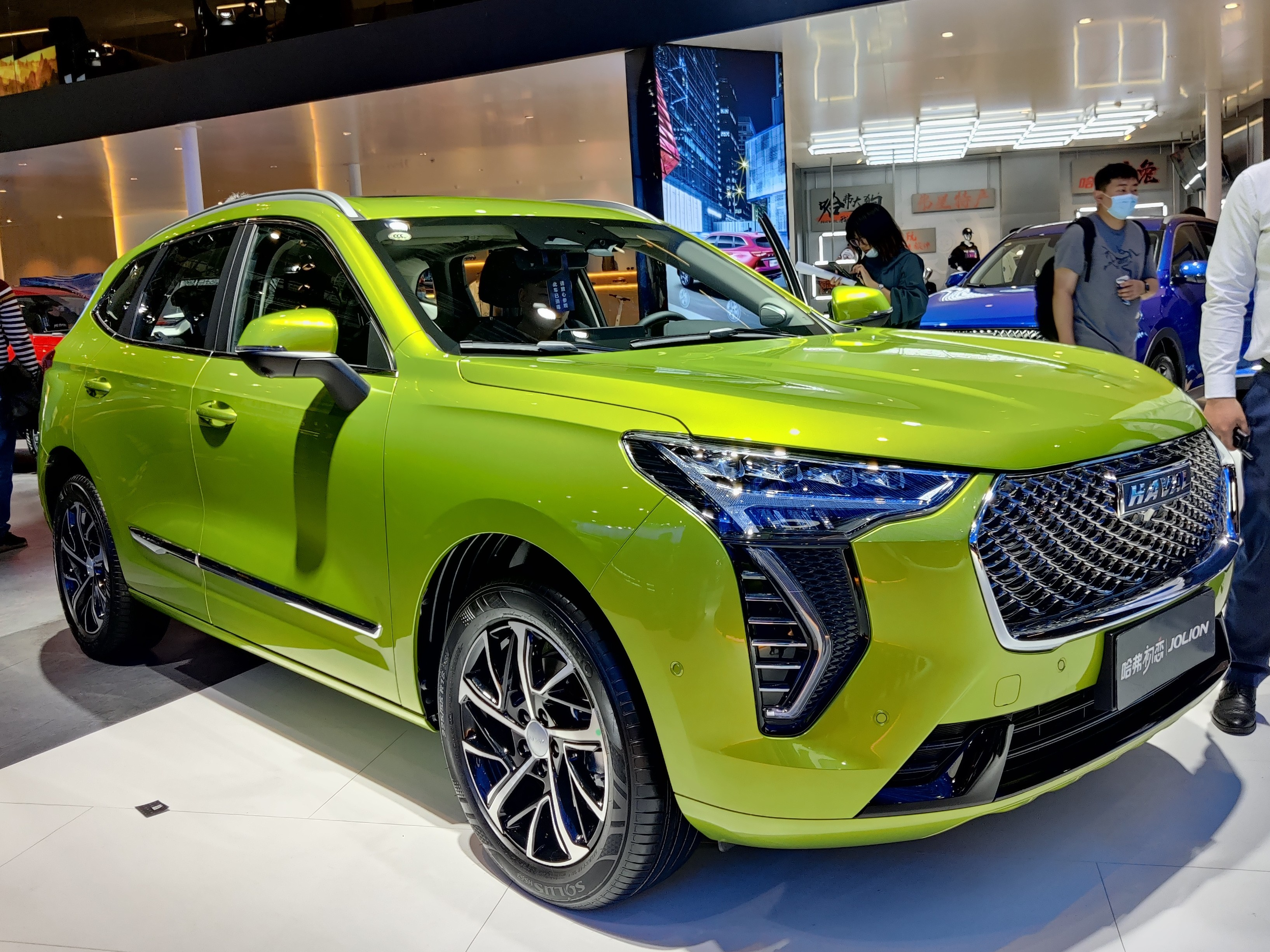
Haval Jolion
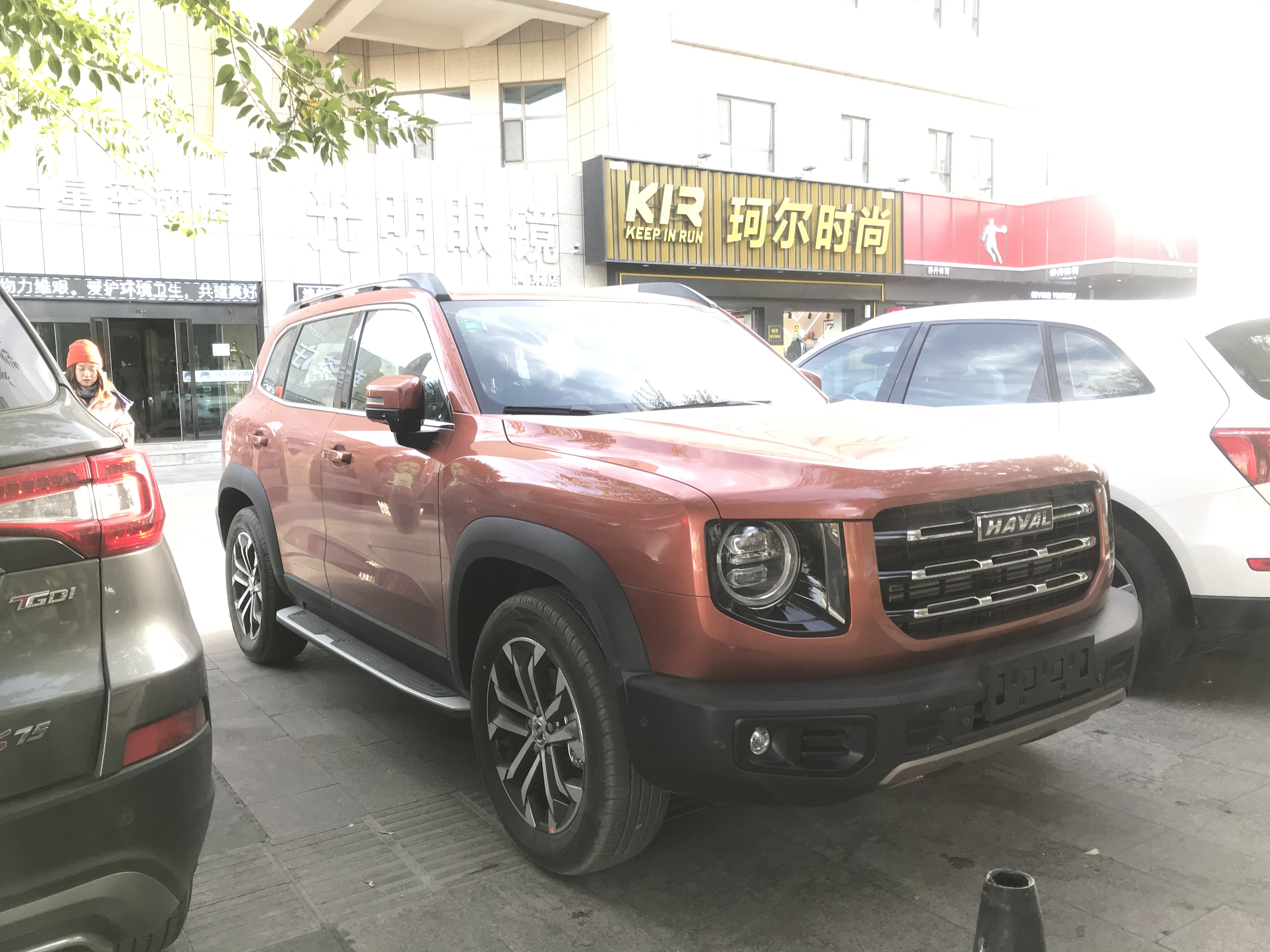
Haval Big Dog

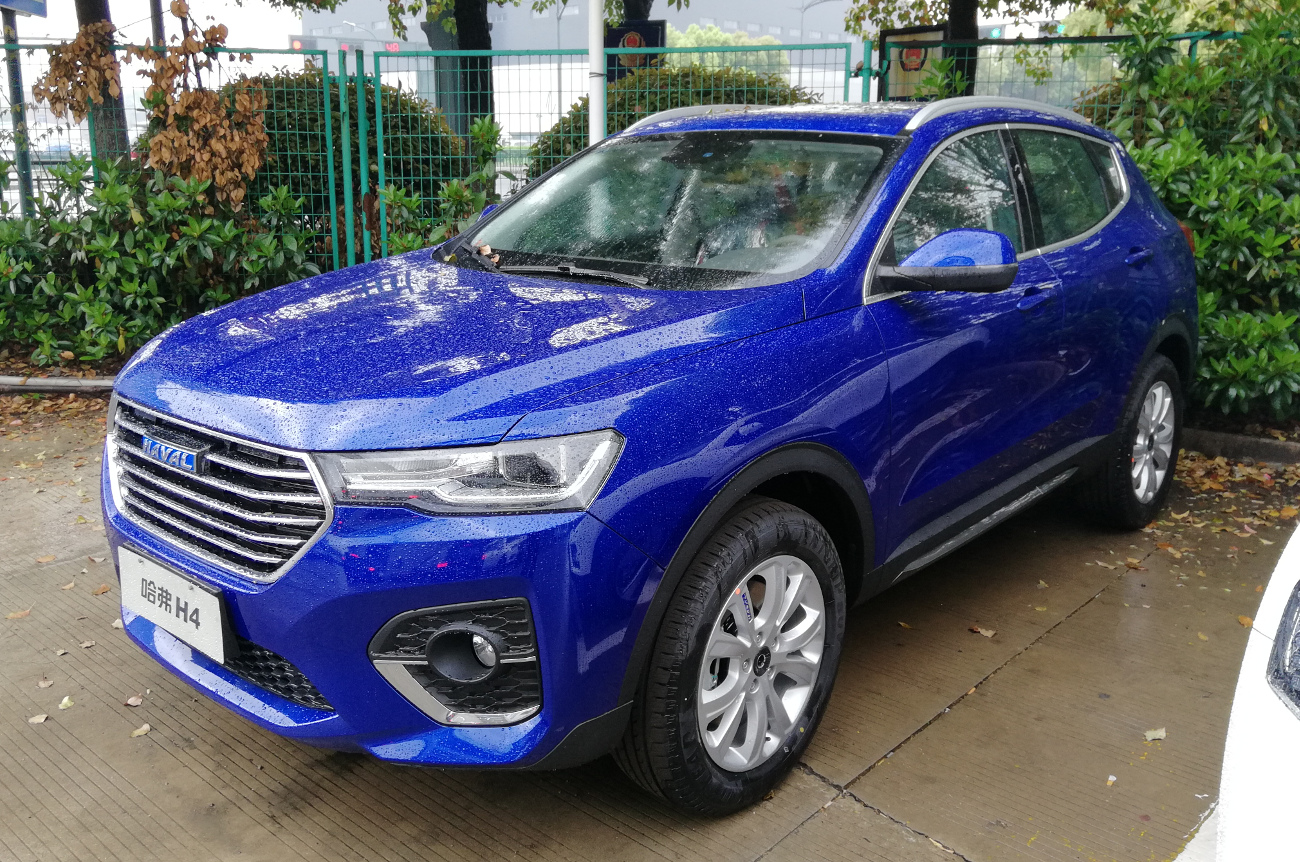
Haval H4
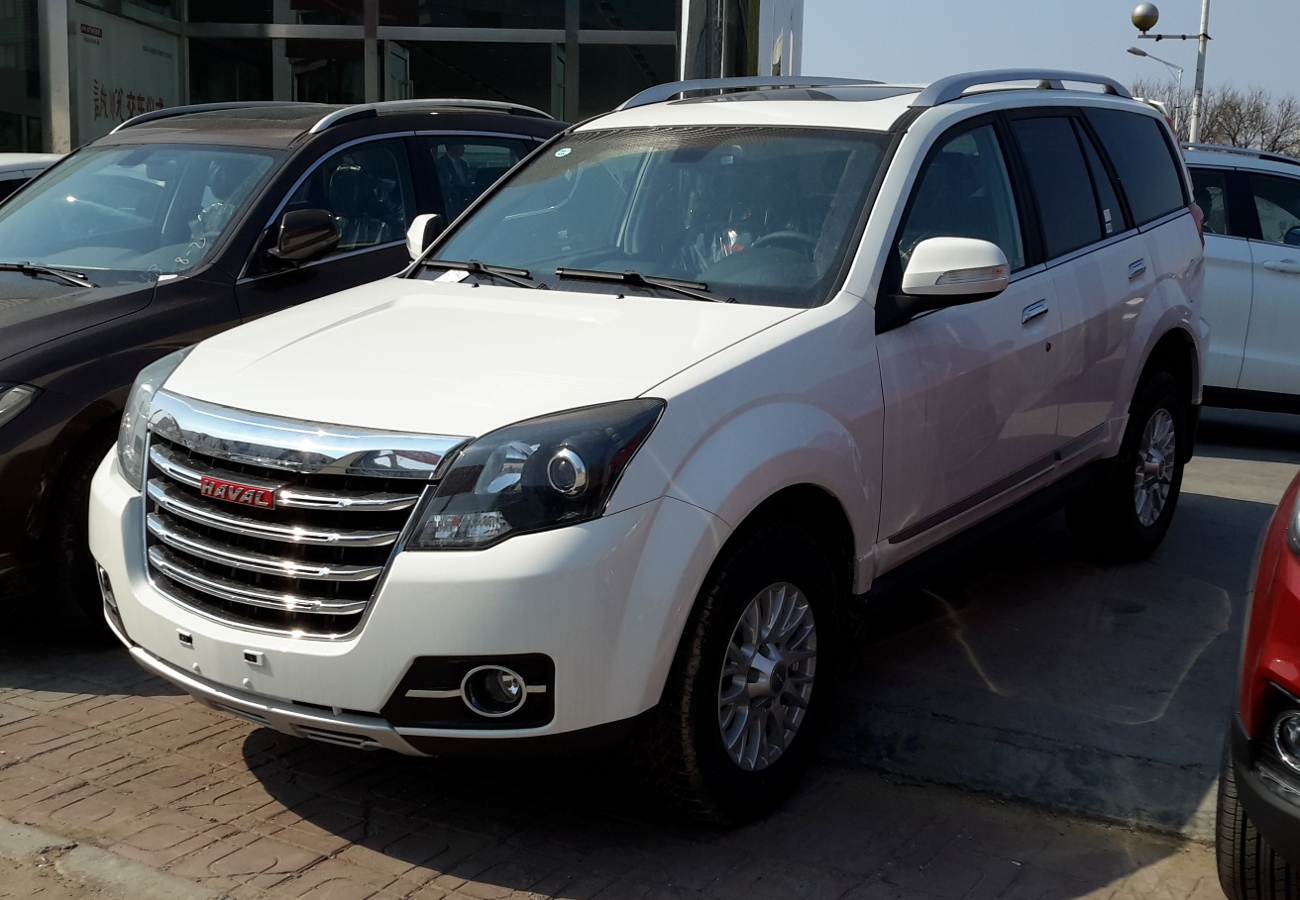
Haval H5

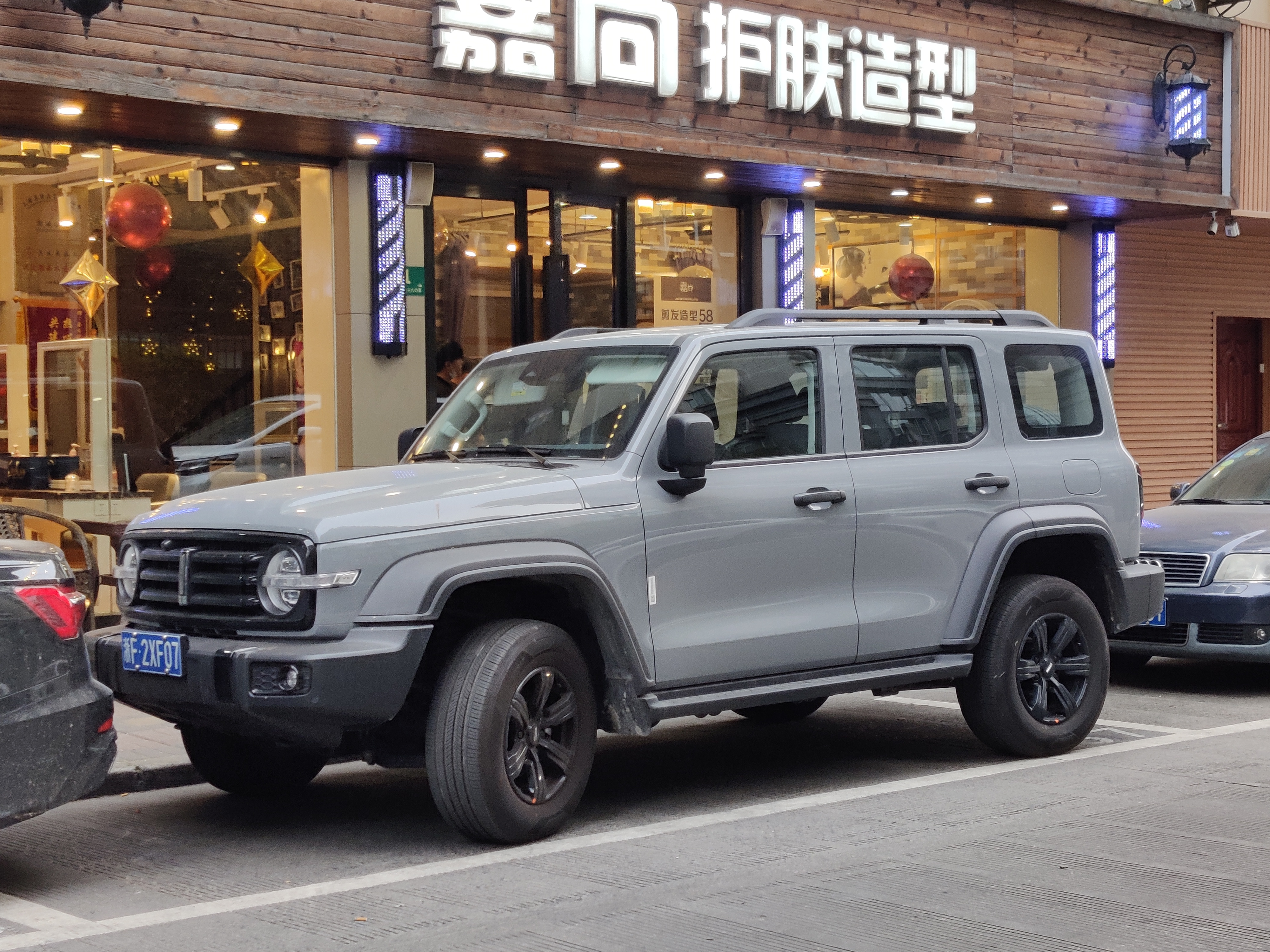
TANK 300
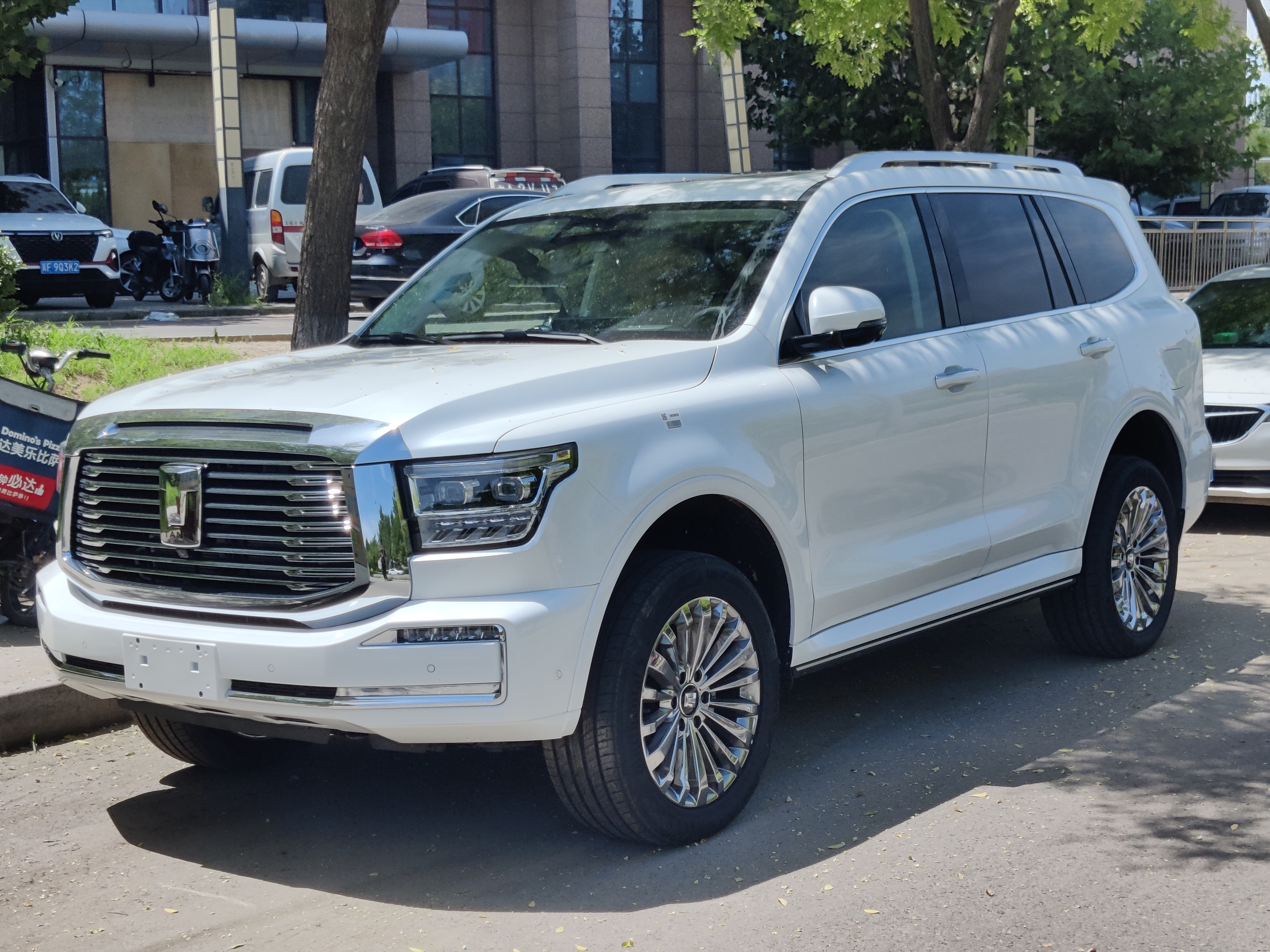
TANK 500
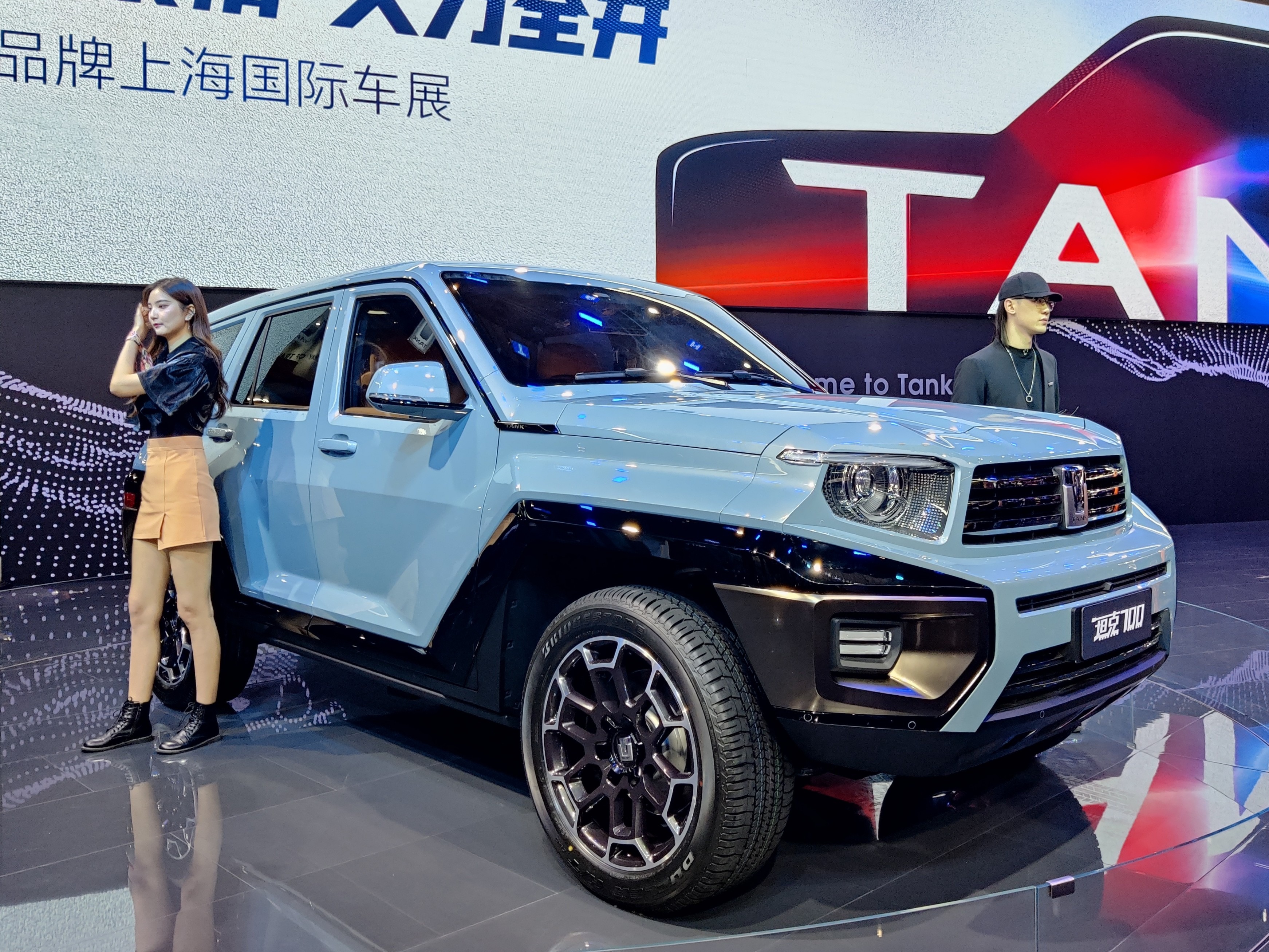
TANK 700

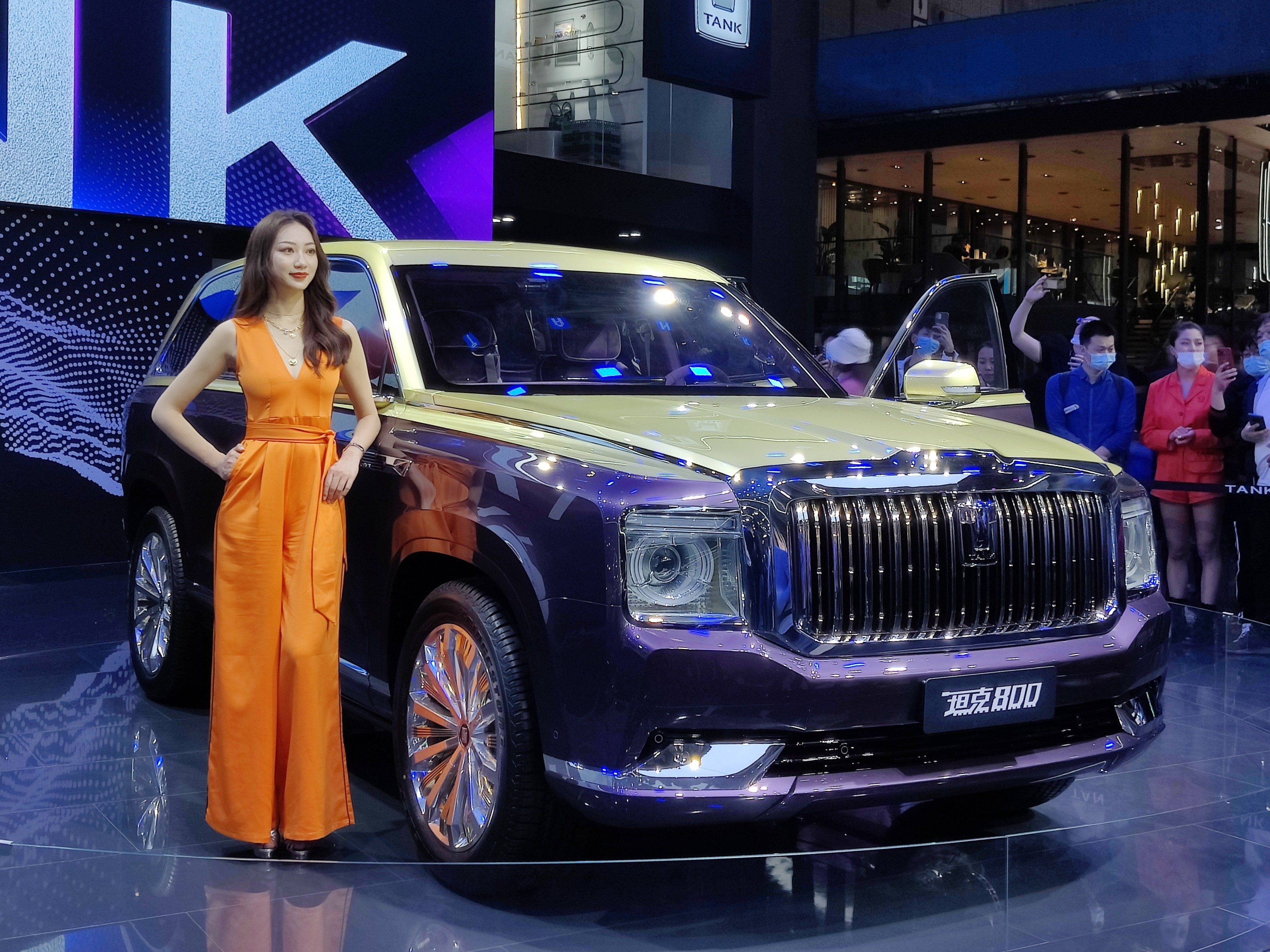
TANK 800

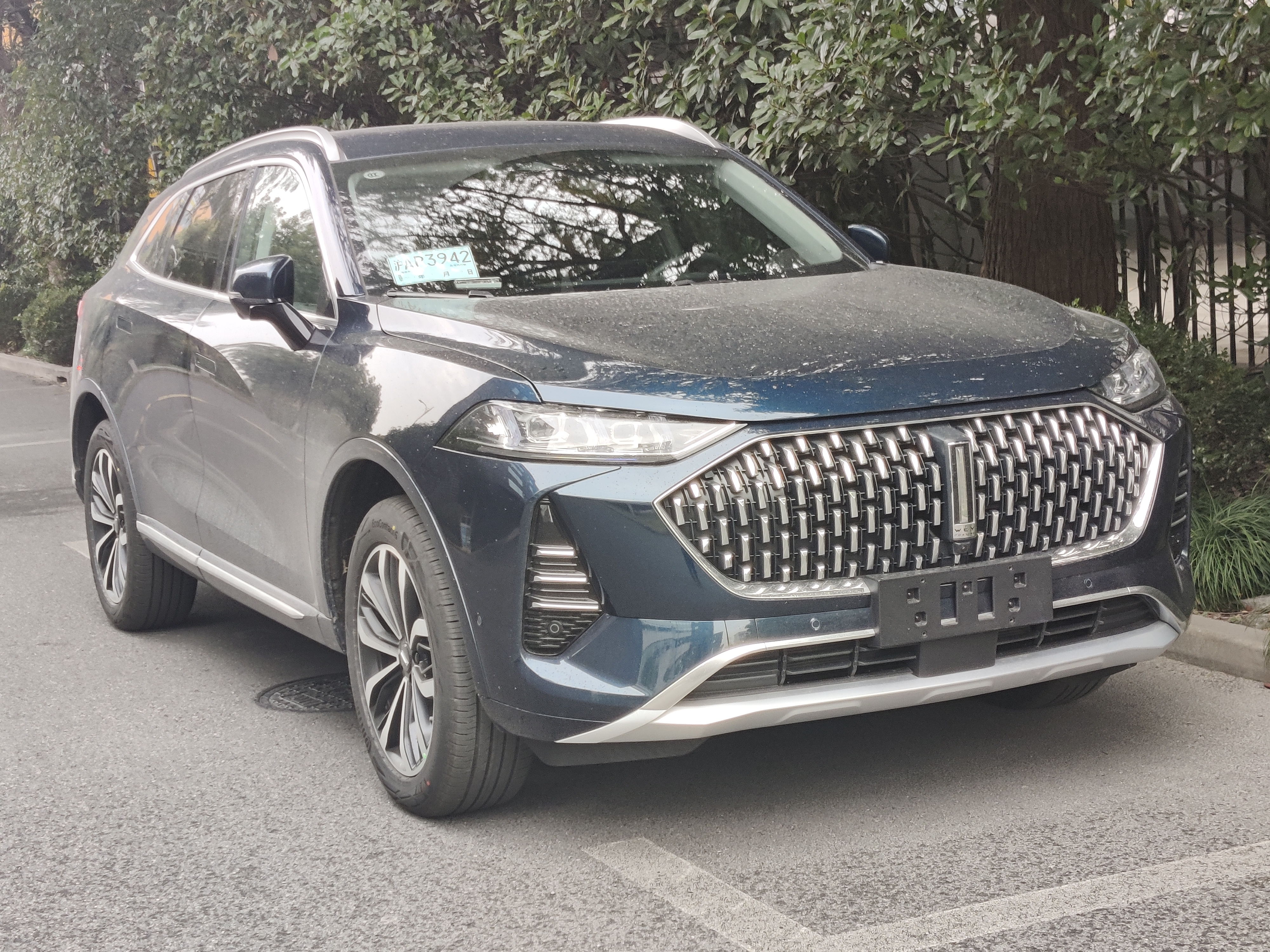
WEY Mocha
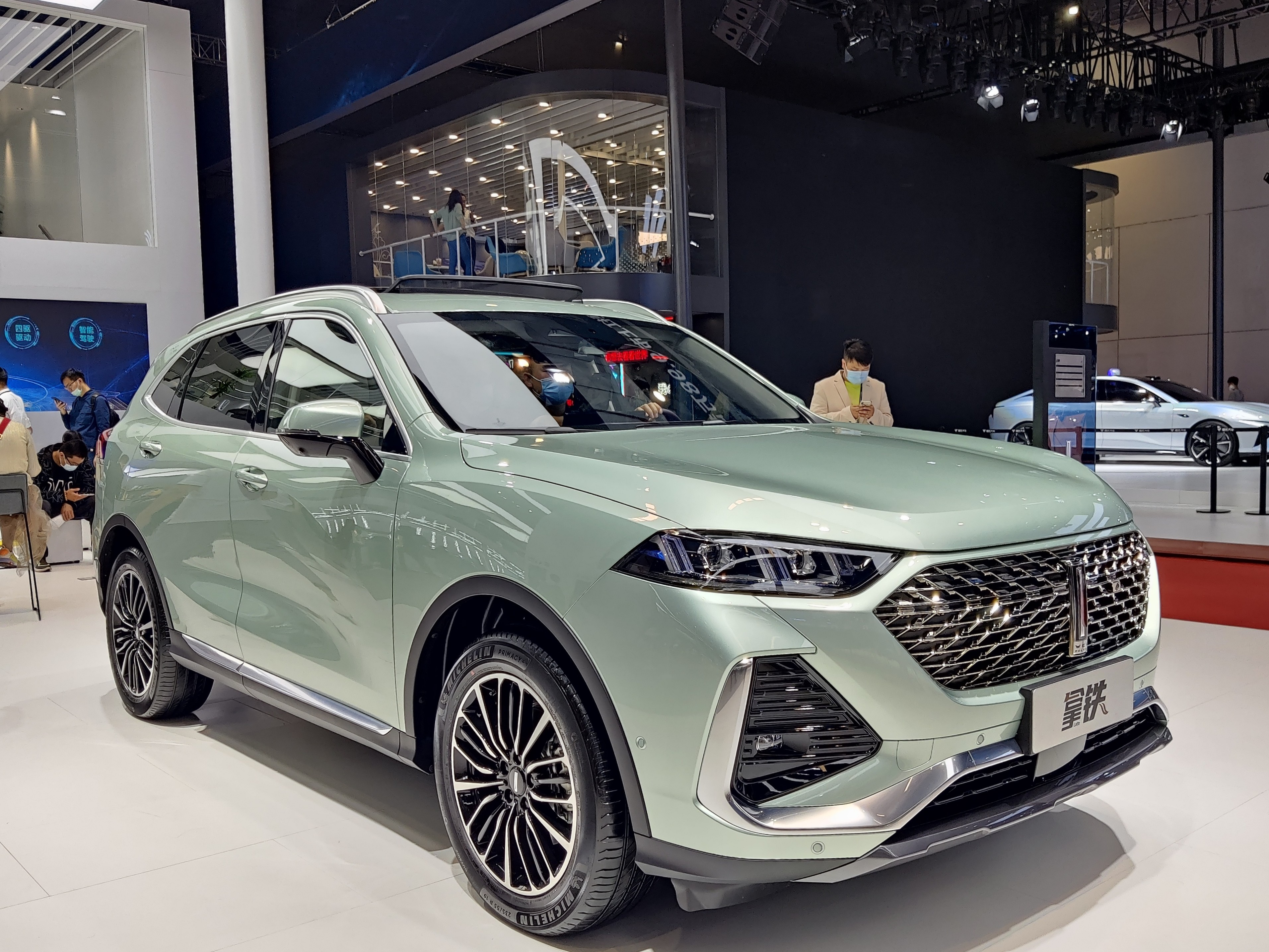
WEY Latte

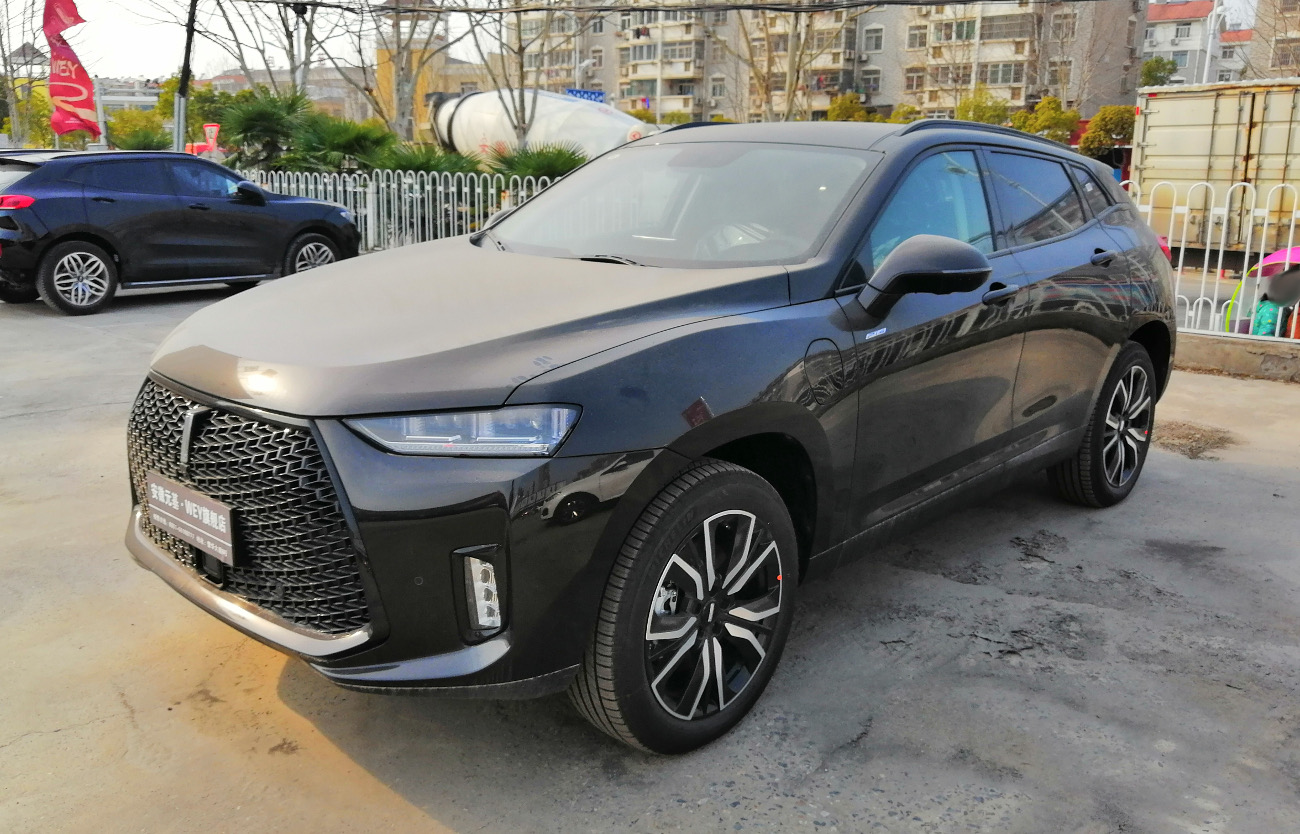
WEY P8
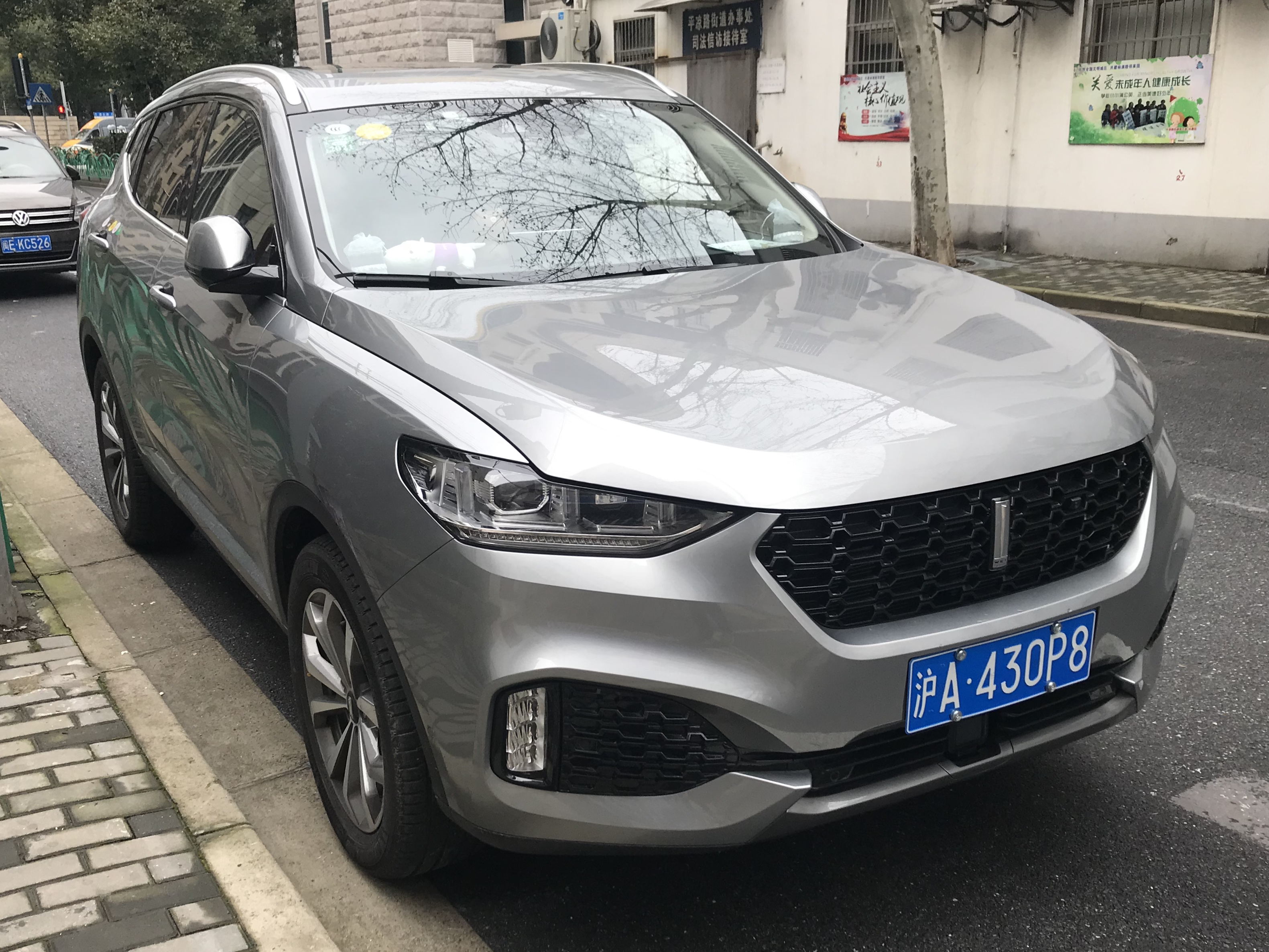
WEY VV6

Atuais

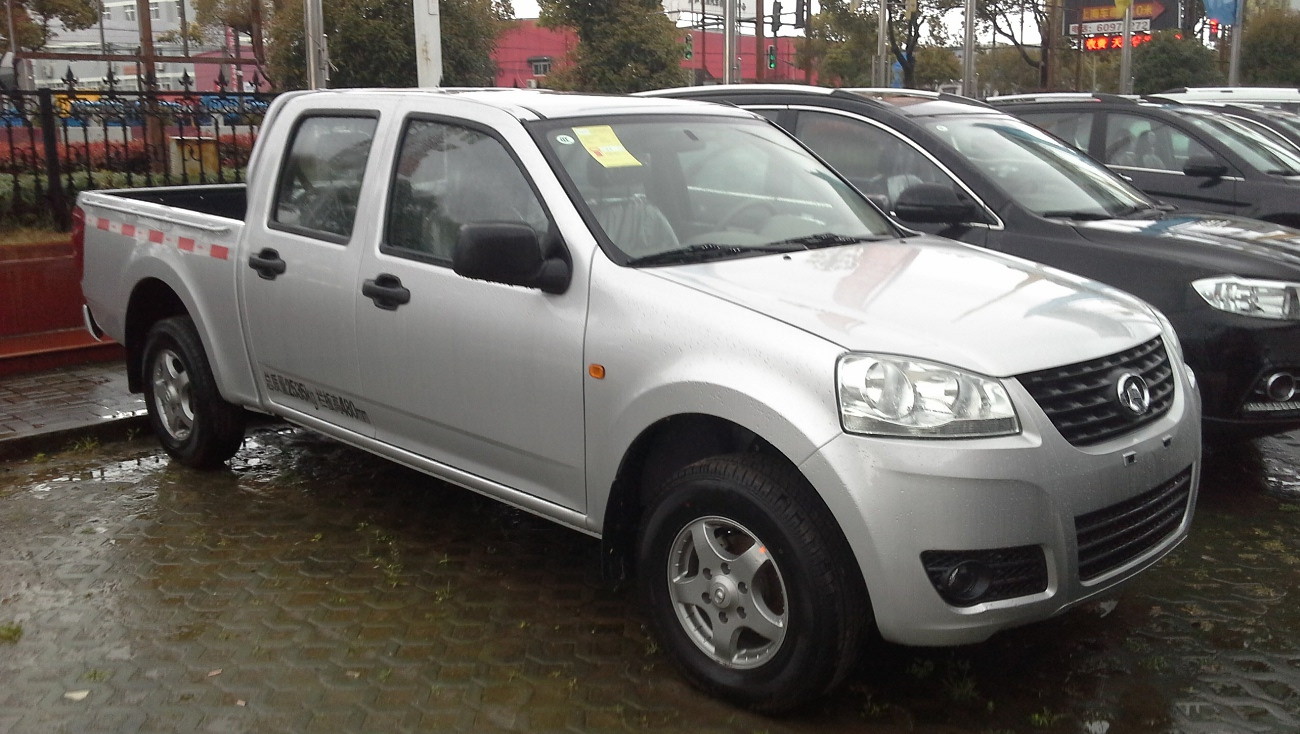
GWM Wingle 5
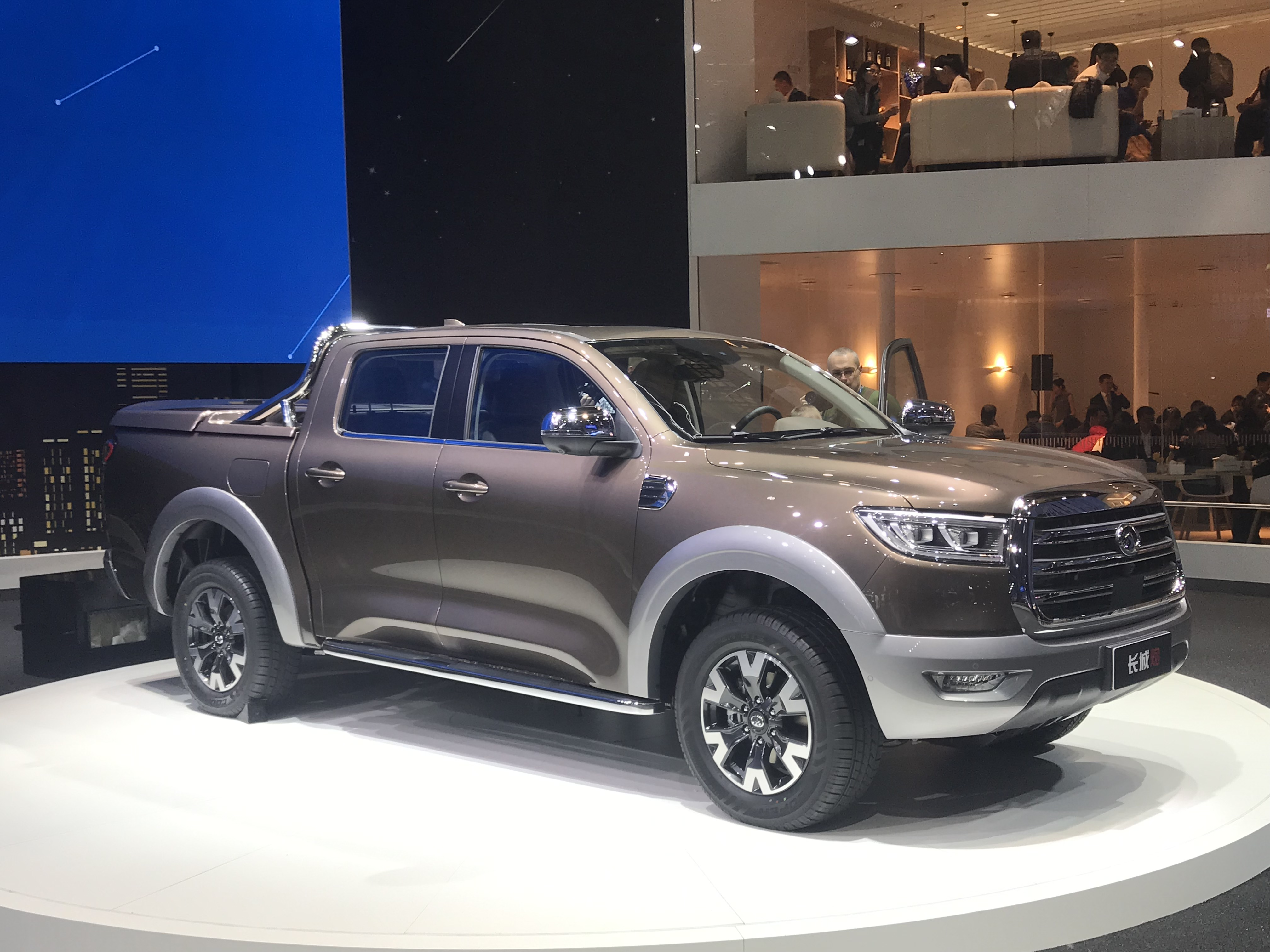
GWM Cannon

Descontinuados

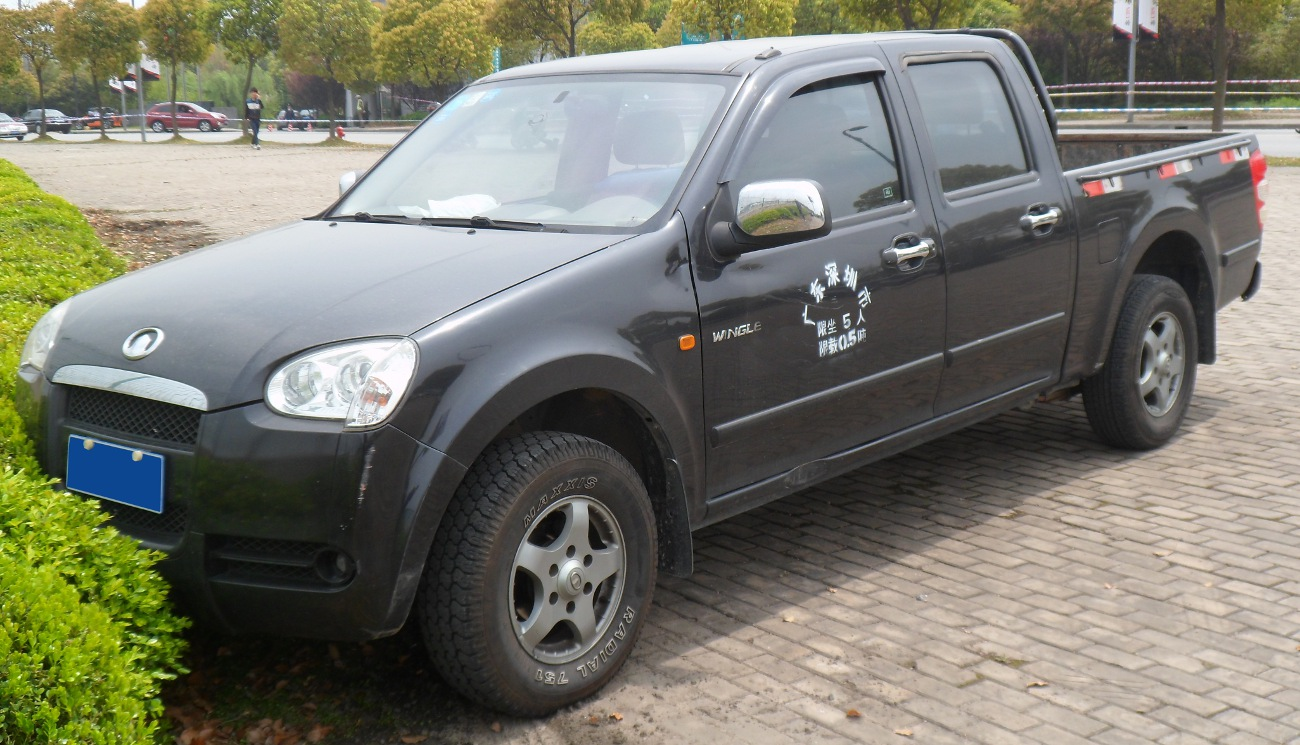
GWM Wingle 3
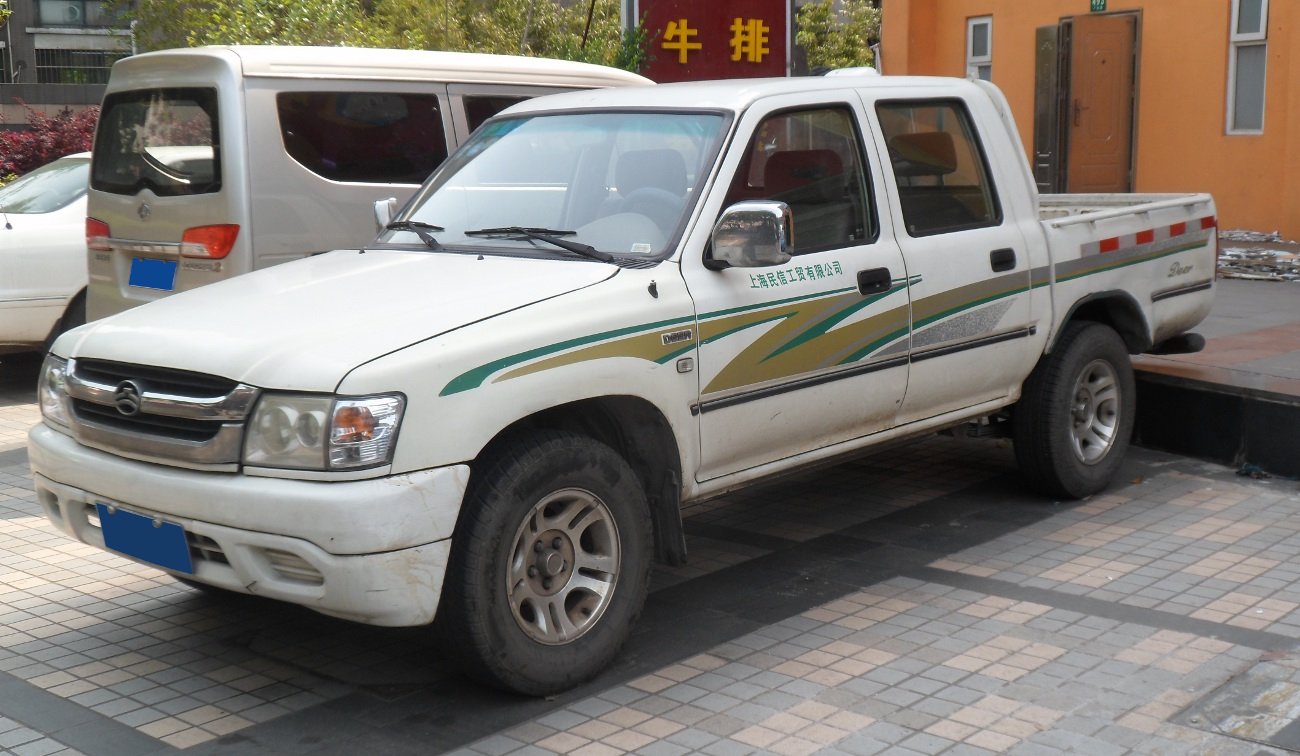
GWM Deer

### Haval
Atuais
- Haval H6 – desde 2011
- Haval H9 – desde 2014
- Haval M6/M6 Plus – desde 2017
- Haval F7/F7x – desde 2018
- Haval Big Dog (大狗 Dagou) – desde 2020
- Haval Jolion (初恋 First Love) – desde 2020
- Haval Chitu (赤兔 Red Hare) – desde 2021
- Haval Shenshou – desde 2021
- Haval Cool Dog – lançado em 2022
- Haval H6 GT – lançado em 2021

Descontinuados
- Haval H5 (2010–2020)
- Haval H8 (2013–2018)
- Haval M4/H1 (2013–2021)
- Haval H2 (2014–2021)
- Haval H2s (2016–2019)
- Haval H4 (2017–2020)
- Haval F5 (2018–2020)
- Haval H6 Coupe (2015–2021)
- Haval H7 (2015–2021)

#### Imagens
Atuais
- Haval Jolion
- Haval Big Dog

Descontinuados
- Haval H4
- Haval H5

### ORA
Atuais
- Ora iQ
- Ora Black Cat
- Ora White Cat
- Ora Good Cat /Ora 03
- Ora Punk Cat / Ballet Cat

Conceitos
- Ora Futurist
- Ora Lightning Cat
- Ora Big Cat

#### Imagens
Atuais

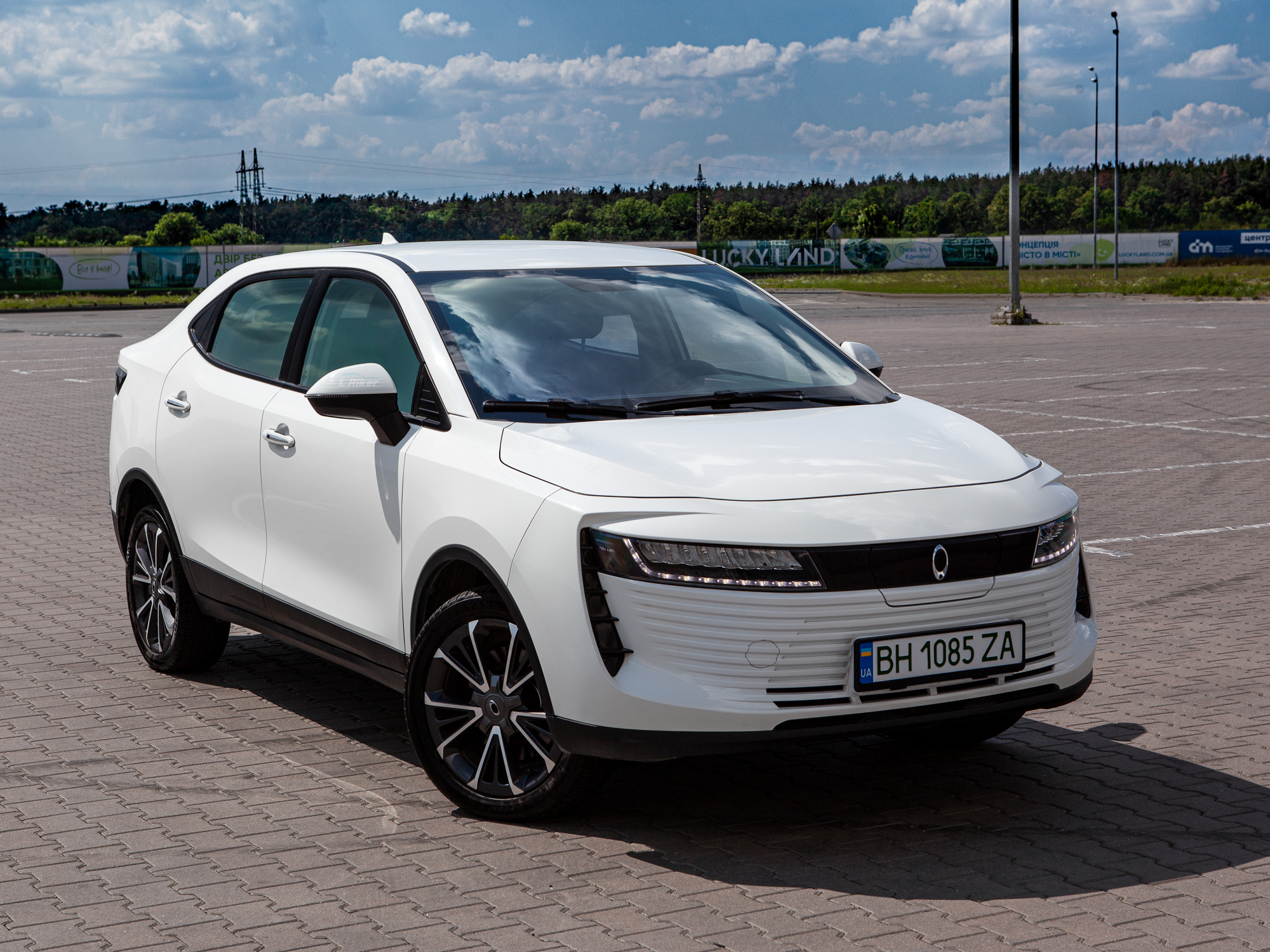
ORA iQ
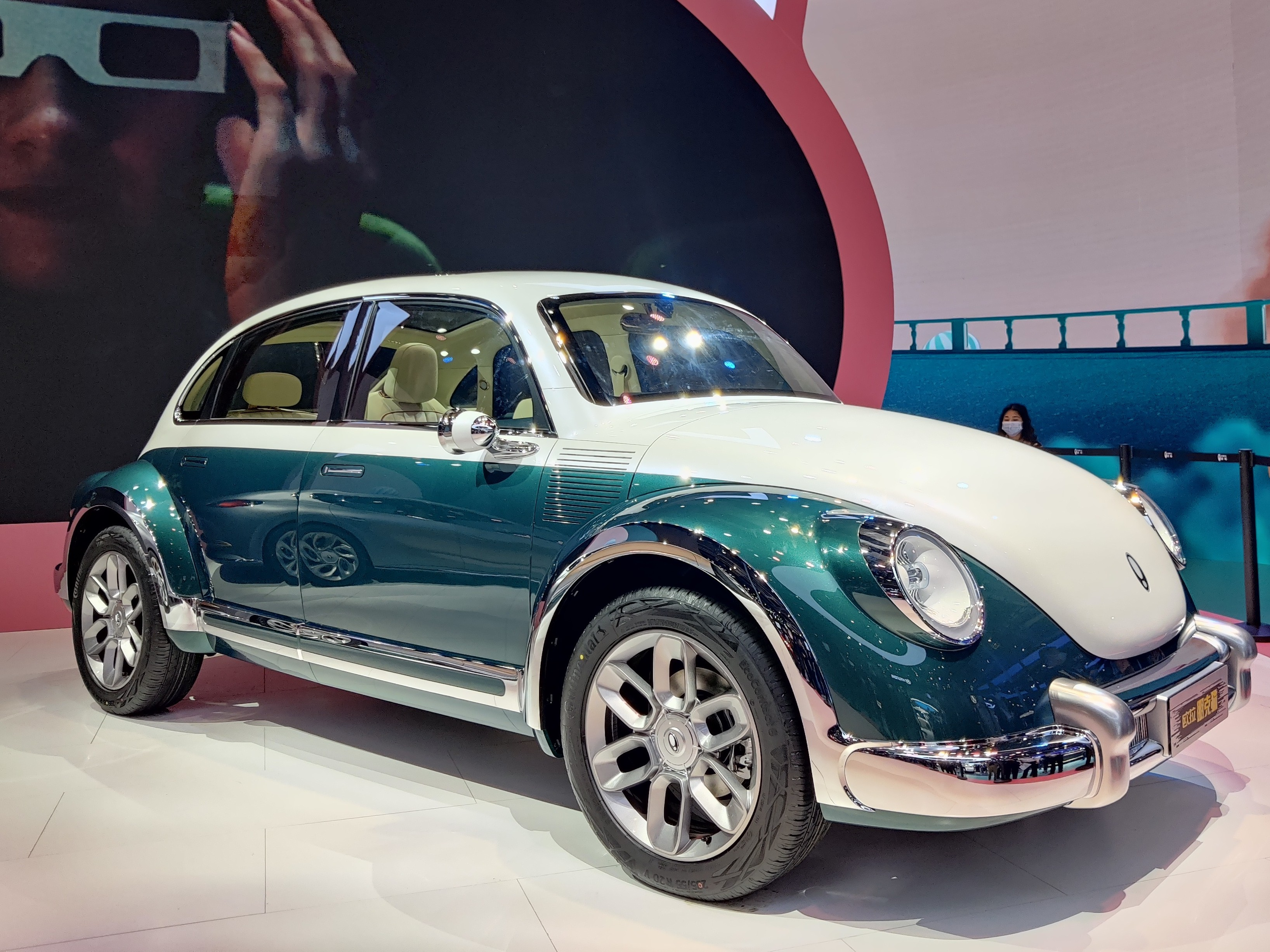
ORA Punk Cat//Ballet Cat
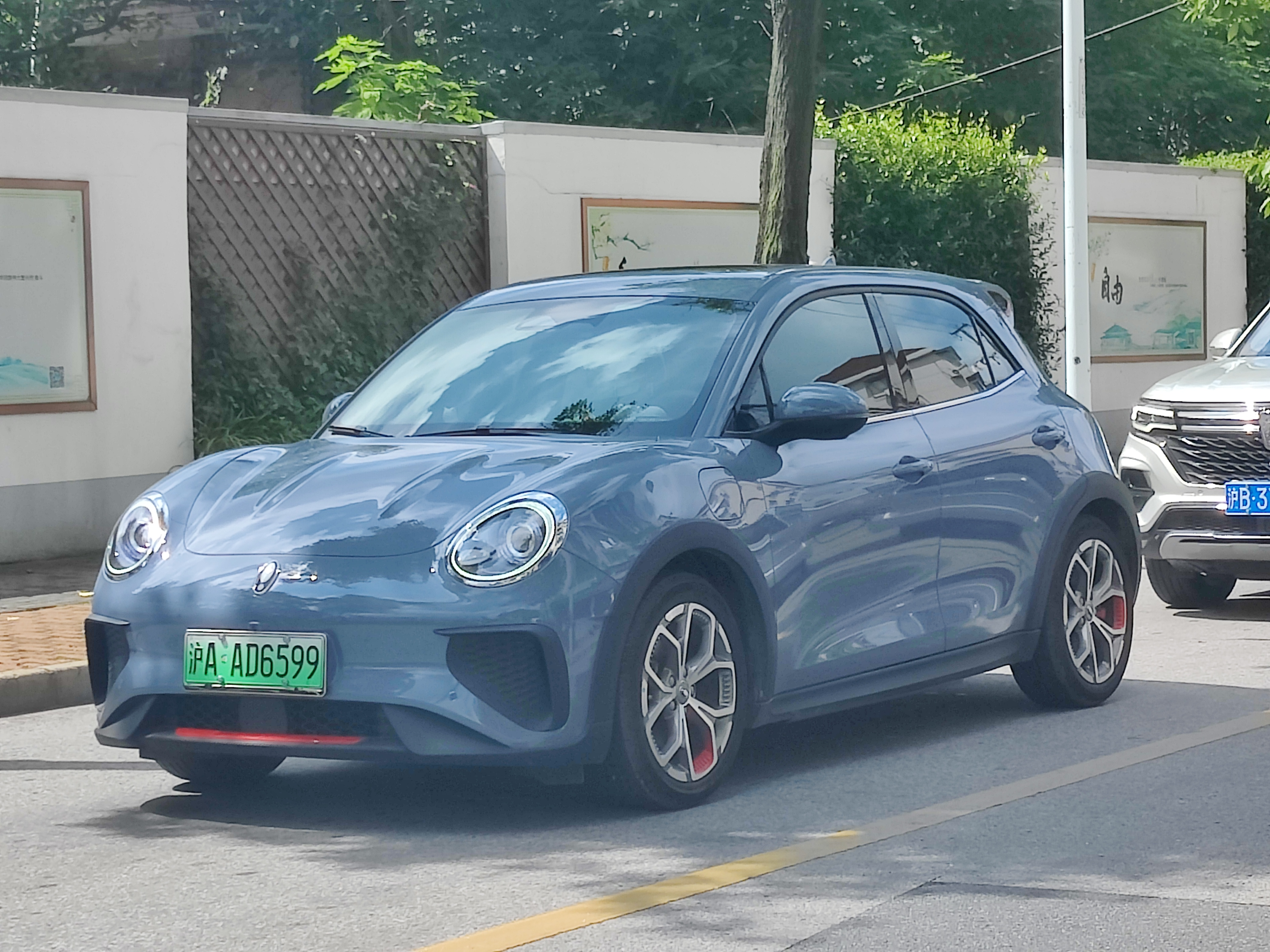
Ora 03 / Good Cat

Conceitos

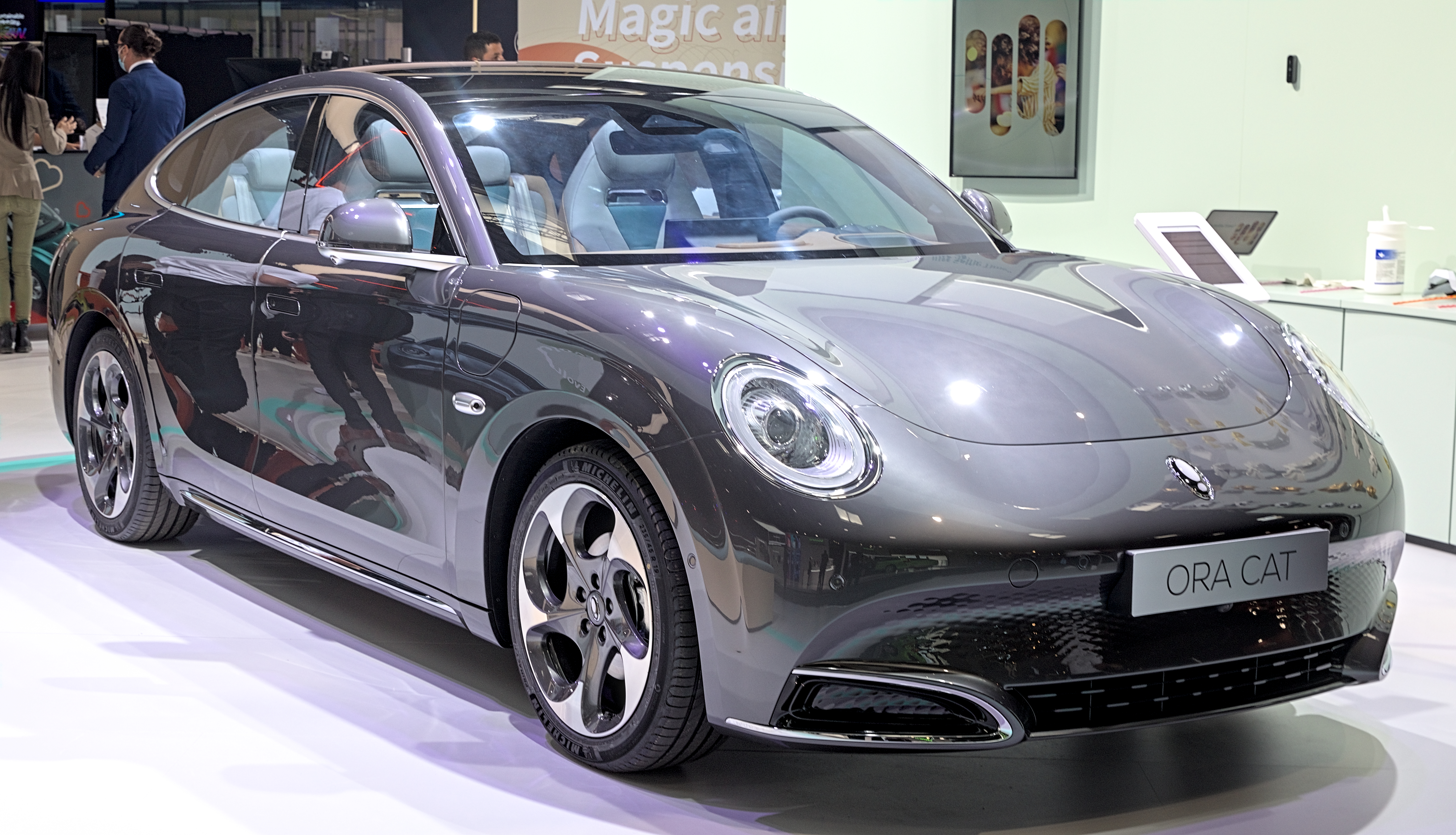
ORA Lightning Cat
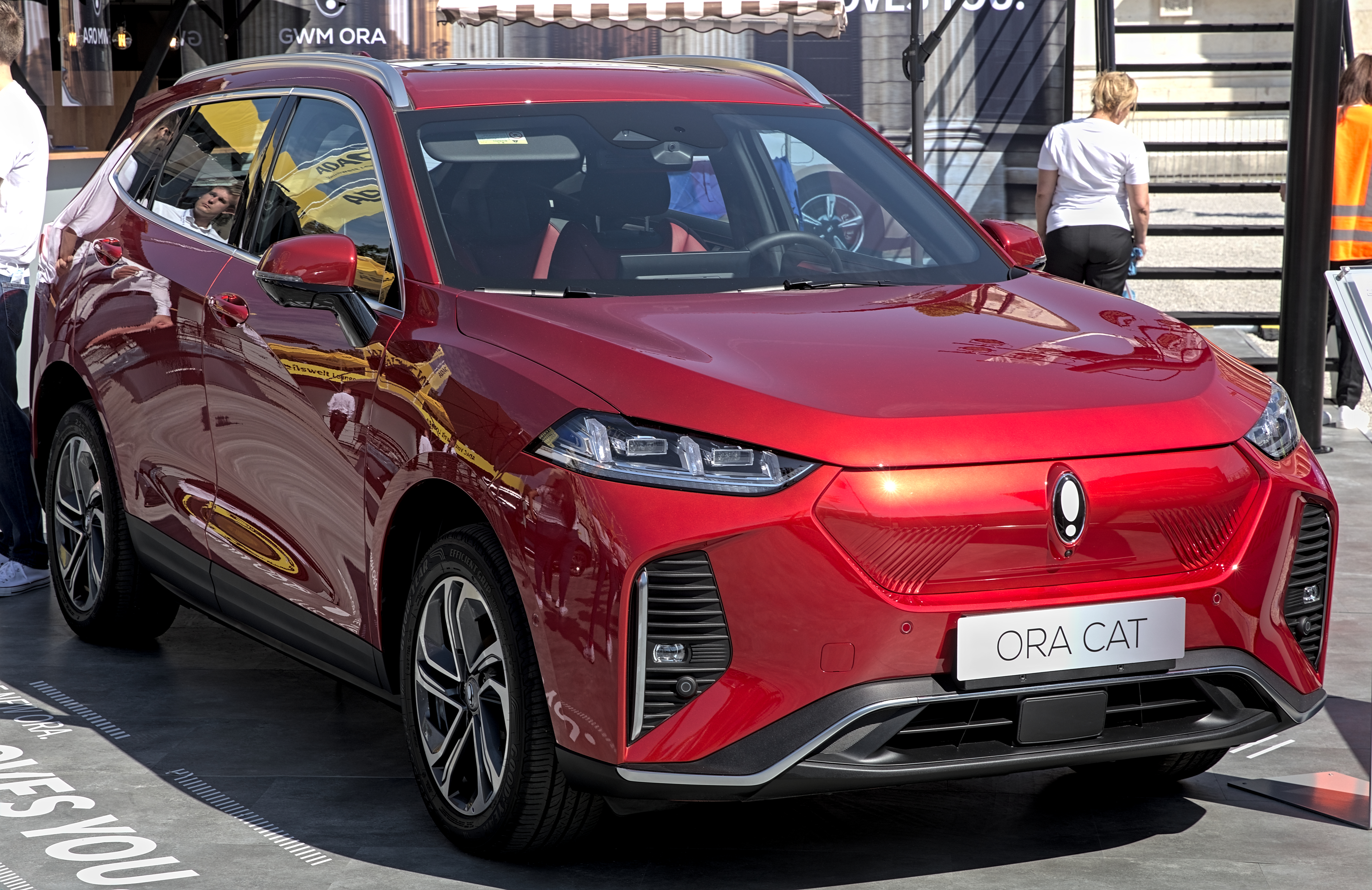
ORA Big Cat

### TANK
Atuais
- TANK 300
- TANK 400
- TANK 500
- TANK 700

Futuros
- TANK 600
- TANK 800

#### Imagens
Atuais
- TANK 300
- TANK 500
- TANK 700

Futuros
- TANK 800

### WEY
Atuais
- WEY Latte
- WEY Mocha
- WEY Macchiato
- WEY Lanshan

Descontinuados
- WEY P8
- WEY Tank 300
- WEY VV5
- WEY VV6
- WEY VV7 / VV7 GT

#### Imagens
Atuais
- WEY Mocha
- WEY Latte

Descontinuados
- WEY P8
- WEY VV6